# Сексуальний напад
Сексуальний напад ― це акт, коли особа навмисно сексуально торкається іншої людини без згоди цієї особи, або примушує особу вчинити сексуальний акт проти її волі. Це форма сексуального насильства, що включає сексуальне насильство над дітьми, торкання, зґвалтування (примусове вагінальне, анальне чи оральне проникнення або наркотування з метою сексуального насильства), або катування особи сексуальним шляхом.

## Визначення
Як правило, сексуальний напад або насильство визначається як небажаний сексуальний контакт. Національний центр жертв злочинів стверджує:
Сексуальне насильство набуває різних форм, включаючи такі напади, як зґвалтування чи спробу зґвалтування, а також будь-які небажані сексуальні контакти або погрози. Зазвичай сексуальний напад відбувається, коли хтось торкається будь-якої частини тіла іншої людини сексуальним шляхом, навіть через одяг, без згоди цієї людини.
У Сполучених Штатах Америки визначення сексуального насильства в різних штатах дуже різниться. Однак у більшості штатів сексуальне насильство відбувається за відсутності згоди з боку однієї із залучених осіб. Згода повинна мати місце між двома дорослими, які не є недієздатними, і згода може змінитися шляхом відкликання в будь-який час під час сексуального акту.

## Типи

### Сексуальне насильство над дітьми
Сексуальне насильство над дітьми ― це форма жорстокого поводження з дітьми, коли дорослий або старший підліток зловживає дитиною для сексуального стимулювання. Форми сексуального насильства над дітьми включають прохання чи тиск на дитину до сексуальних дій (незалежно від результату), непристойний вплив статевих органів на дитину, показ порнографії дитині, фактичний сексуальний контакт з дитиною, фізичний контакт зі статевими органами дитини, перегляд геніталій дитини без фізичного контакту або використання дитини для виготовлення дитячої порнографії, включаючи сексуальне насильство в прямому ефірі .
Наслідки сексуального насильства над дітьми включають депресію, посттравматичний стресовий розлад, тривогу, схильність до повторної віктимізації у зрілому віці, фізичну травму дитини та підвищений ризик майбутнього міжособистісного насильства або інші проблеми. Сексуальне насильство з боку члена сім'ї є формою інцесту. Це більш часті випадки, ніж інші форми сексуального насильства над дитиною, і може призвести до більш серйозних та довготривалих психологічних травм, особливо у випадку інцесту батьків.
Приблизно від 15 до 25 відсотків жінок та від 5 до 15 відсотків чоловіків зазнавали сексуального насильства, коли були дітьми. Більшість злочинців знайомі зі своїми жертвами. Приблизно 30 відсотків винних ― це родичі дитини ― найчастіше брати, сестри, батьки, матері, дядьки, тітки чи двоюрідні брати. Близько 60 відсотків ― це інші знайомі, такі як друзі родини, няні чи сусіди. Чужими людьми є правопорушники приблизно у 10 відсотках випадків сексуального насильства над дітьми.
Дослідження показали, що психологічний збиток є особливо серйозним, коли батьки здійснюють сексуальне насильство над дітьми через інцестуальний характер нападу. Інцест між дитиною та пов'язаною з нею дорослою людиною визнано найпоширенішою формою сексуального насильства над дітьми, що має величезну здатність завдавати шкоди дитині. Часто про сексуальне насильство над дитиною не повідомляється з кількох із наступних причин:
- діти занадто маленькі, щоб розпізнати свою віктимізацію або передати її словами
- їм зловмисник погрожував або підкупив
- вони відчувають розгубленість, боячись кривдника
- вони бояться, що їм ніхто не повірить
- вони звинувачують себе або вважають, що насильство є покаранням
- вони почуваються винними за наслідки для винного[24]

Багато країн криміналізували сексуальні контакти між викладачами чи адміністраторами шкіл та студентами, навіть якщо студент старше віку згоди.

### Домашнє насилля
Домашнє насильство ― це насильство чи інше жорстоке поводження однієї особи над іншим у побутових умовах, наприклад, у шлюбі чи спільному проживанні. Це сильно пов'язано із сексуальним насильством. Домашнє насильство може бути не лише емоційним, фізичним, психологічним та фінансовим, але може бути і сексуальним. Деякі ознаки сексуального насильства подібні до ознак домашнього насильства.

### Сексуальне насильство серед людей похилого віку
Близько 30 відсотків людей віком від 65 років, які зазнають сексуального насильства в США, повідомляють про це в поліцію. Нападники можуть включати незнайомців, доглядачів, дорослих дітей, подружжя та співмешканців закладу.  

### Обмацування
Термін обмацування використовується для того, щоб визначити дотик або ласки до іншої людини сексуальним шляхом без згоди людини. Торкання можуть відбуватися під одягом або над ним.

### Згвалтування
Поза законом, термін зґвалтування (статевий акт або інші форми сексуального проникнення, здійсненого проти особи без згоди цієї особи) часто використовується як взаємозамінне поняття із сексуальним насильством. Хоча ці два терміни тісно пов'язані, технічно різні в більшості юрисдикцій. Сексуальне насильство, як правило, включає зґвалтування та інші форми сексуальної активності без згоди.
На жінок набагато частіше нападає знайомий, наприклад, друг чи колега, партнер, колишній хлопець чи чоловік чи інший інтимний партнер, ніж зовсім незнайома людина. У дослідженні лікарняних процедур у відділеннях швидкої допомоги Кауфман та співавт. заявив, що чоловіки-жертви, як група, зазнавали більше фізичних травм і, швидше за все, стали жертвами нападів від кількох нападників. Також було зазначено, що жертви чоловічої статі частіше перебувають у полоні довше.
У США зґвалтування — це злочин, вчинений переважно проти молоді. Національне телефонне опитування щодо насильства щодо жінок, проведене Національним інститутом юстиції та Центрами з контролю та профілактики захворювань, виявило, що 18 % опитаних жінок пережили якийсь час свого життя або здійснили спробу зґвалтування. З них 22 % були молодшими за 12 років, а 32 % — у віці від 12 до 17 років, коли їх вперше зґвалтували.
Видалення презерватива під час статевого акту без згоди статевого партнера, може трактуватися як сексуальне насильство або зґвалтування.

### Сексуальні домагання
Сексуальні домагання ― це залякування, знущання чи примус сексуального характеру. Це також може бути визначено як небажана або недоречна обіцянка винагороди в обмін на сексуальні ласки. Юридичне та соціальне визначення того, що означає сексуальні домагання, сильно відрізняються залежно від культури. Сексуальні домагання включають широкий спектр поведінки від, здавалося б, легкого проступку до серйозних форм жорстокого поводження. Деякі форми сексуального домагання збігаються із сексуальним насильством. 

### Масове сексуальне насильство
Масові сексуальні напади відбуваються в громадських місцях та в натовпах. У ньому беруть участь великі групи чоловіків, які оточують жінку та нападають на неї, торкаються, проникають руками, зазвичай практикують секс без проникнення.

## Емоційні ефекти
Окрім фізичних травм, зґвалтування та інших сексуальних нападів часто призводять до довгострокових емоційних наслідків, особливо у дітей-жертв. Вони можуть включати в себе, але не обмежуються ними: заперечення, вивчена безпорадність, генофобія, гнів, самозвинувачення, тривога, сором, кошмари, страх, депресія, флешбек, почуття провини, раціоналізацію, розлад настрою, гіпостезія, розбещеність, самотність, соціальна тривожність, труднощі з довірою до себе чи інших та труднощі з концентрацією уваги. Це може призвести до розвитку посттравматичного стресового розладу, наркоманії, великого депресивного розладу чи інших психопатологій. Сім'я та друзі відчувають емоційні рубці, включаючи сильне бажання помститися, бажання «виправити» проблему та/або рухатися далі, а також обгрунтування того, що «це було не так погано».

## Фізичні ефекти
Хоча сексуальне насильство, включаючи зґвалтування, може призвести до фізичних травм, багато людей, які зазнали сексуального насильства, не зазнають фізичних травм. Міфи про зґвалтування свідчать про те, що стереотипною жертвою сексуального насильства є побита молода жінка. Проте, основним питанням у багатьох випадках зґвалтування чи інших сексуальних нападів є те, чи погоджувались обидві сторони на сексуальну активність. Цей стереотип може завдати шкоди, оскільки люди, які зазнали сексуального насильства, але не мають фізичних травм, можуть бути менш схильні повідомляти владу або звертатися за медичною допомогою. Однак жінки, які зазнали зґвалтування або фізичного насильства з боку партнера, частіше, ніж люди, які не зазнавали цього насильства, повідомляють про часті головні болі, хронічний біль, труднощі зі сном, обмеження активності, погане фізичне здоров'я та погане психічне здоров'я.

## Економічні ефекти
Через зґвалтування чи сексуальне насильство або загрозу, це має багато наслідків для доходу та торгівлі на макрорівні. Кожне сексуальне насильство (за винятком жорстокого поводження з дітьми) коштує 5100 доларів США як відчутні втрати (втрата продуктивності праці, медичне та психічне здоров'я, поліція / пожежна служба та майнова шкода) плюс 81 400 доларів за втрату якості життя. Це питання розглядалось у Верховному суді . У своїй окремій думці у справі Верховного суду США US v. Моррісон, Юстиція Саутер пояснив, що 75 % жінок ніколи не ходять у кіно самостійно вночі, і майже 50 % не їдуть на громадському транспорті через страх зґвалтування або сексуального насильства. У ньому також зазначено, що менше 1 % жертв стягують збитки, а 50 % жінок втрачають роботу або звільняються після травми. Суд виніс рішення у справі США проти США. Моррісоном, що Конгрес не мав повноважень приймати частину Закону про насильство проти жінок, оскільки це не мало прямого впливу на торгівлю. Пункт торгівлі статті I розділу VII Конституції США надає повноваження та юрисдикцію федеральному уряду у питаннях міждержавної торгівлі. В результаті жертва не змогла подати позов до свого зловмисника у Федеральному суді.
Сексуальне насильство має негативні економічні наслідки для тих, хто вижив на мікрорівні. Наприклад, ті, хто пережив сексуальне насильство, часто вимагають відпустки з роботи і стикаються з підвищеним рівнем безробіття. Сексуальне насильство також пов'язане з численними негативними наслідками зайнятості, включаючи неоплачуваний відпустку, зниження ефективності роботи, втрату роботи та непрацездатність, що все може призвести до зниження заробітку тих, хто вижив.

## Медико-психологічне лікування потерпілих
У відділенні невідкладної допомоги жінкам, зґвалтованим чоловіками, пропонують ліки екстреної контрацепції, оскільки приблизно 5 % таких зґвалтувань призводять до вагітності. Профілактичні ліки від інфекцій, що передаються статевим шляхом, отримують потерпілі від всіх видів сексуального насильства (особливо при таких найбільш поширених захворюваннях, як хламідіоз, гонорея, трихомоніаз та бактеріальний вагіноз), а також збирають сироватку крові для тесту на ІПСШ (наприклад, ВІЛ, гепатит В та сифіліс). Короткочасне лікування бензодіазепіном може допомогти при гострій тривожності, а антидепресанти можуть бути корисними при симптомах ПТСР, депресії та панічних атаках. Що стосується тривалого психологічного лікування, терапія тривалим впливом була випробувана як метод тривалого лікування ПТСР для жертв сексуального насильства.

## Поводження з потерпілими після нападу
Після нападу жертви можуть стати об'єктом ганьби перед кібер знущаннями. Негативні соціальні реакції на розкриття жертвами сексуального насильства можуть призвести до симптомів посттравматичного стресового розладу. Соціальна ізоляція після сексуального нападу може призвести до того, що жертва знизить свою самооцінку та ймовірність відкинути небажані сексуальні посягнення в майбутньому.

## Профілактика
Сексуальним домаганням та зловживанням можуть запобігати загальноосвітня школа, освітні програми на робочому місці та державні освітні програми. Принаймні одна програма для чоловічих братств призвела до «стійких змін у поведінці». Принаймні одне дослідження показало, що творчі рекламні кампанії з протидії насильству є ефективними інструментами для підвищення обізнаності щодо сексуального насильства в кампусах та пов'язаних з цим питань.
Кілька програм запобігання зґвалтуванню, що базуються на дослідженнях, були протестовані та перевірені науковими дослідженнями. Програми запобігання зґвалтуванню, які мають найсильніші емпіричні дані в науковій літературі, включають наступне: Програми для чоловіків та жінок, також відомі як програми «Одна в чотири», були написані Джоном Фубером. і орієнтована на посилення співпереживання до тих, хто пережили зґвалтування, та мотивацію людей втручатися як сторонні особи в ситуаціях сексуального насильства. Опубліковані дані показують, що особи високого ризику, які бачили чоловічу та жіночу програму, вчинили на 40 % менше актів сексуального примусу, ніж ті, хто цього не зробив. Вони також вчинили акти сексуального примусу, які були в 8 разів менш жорсткими, ніж контрольна група. Подальші дослідження також показують, що люди, які бачили чоловічу та жіночу програму, повідомили про більшу ефективність втручання та більшу готовність допомогти стороннім спостерігачам за програмою. Існує кілька додаткових досліджень, що підтверджують його ефективність.
«Приведення в сторону» написала Вікторія Бенярд. Основна увага приділяється тим, хто є сторонніми особами, коли вони допомагають, і як втручатися стороннім у ризиковані ситуації. Програма включає короткий компонент індукції емпатії та обіцянку втручатися в майбутнє. Кілька досліджень показують вагомі докази сприятливих результатів, включаючи підвищену ефективність сторонніх спостерігачів, підвищену готовність втручатися як сторонній спостерігач та зменшення сприйняття міфу про зґвалтування.